# Scopolia kwangdokensis
Scopolia kwangdokensis är en potatisväxtart som beskrevs av Yong No Lee. Scopolia kwangdokensis ingår i släktet dårörter, och familjen potatisväxter. Inga underarter finns listade i Catalogue of Life.